# Автошлях B32 (Німеччина)
Федеральний автошлях 32 (B32, нім. Bundesstraße 32)  — федеральна дорога Німеччини. Починається в Лінденберг-ім-Альгой на B308 на території Баварії, але потім проходить переважно в Баден-Вюртемберзі через Ванген-в-Алльгої, Равенсбург, Альтсгаузен, Бад-Заульгау, Гербертінген, Шер, Зігмарінген і Гаммертінген до Гехінгена. Подальше будівництво через Рангендінген до Горб-ам-Неккара все ще було включено до плану вимог 1972 року, але було відхилено. Побудовано лише ділянку від A81 до Горб-ам-Неккара.